# Hamza Mendyl
Hamza Mendyl (Casablanca, 21 de octubre de 1997) es un futbolista marroquí que juega en la demarcación de defensa para el Aris Salónica F. C. de la Superliga de Grecia.

## Selección nacional
Tras jugar con la selección de fútbol sub-19 de Marruecos y la sub-20, finalmente el 4 de septiembre de 2016 hizo su debut con la selección absoluta contra Santo Tomé y Príncipe en un encuentro de la clasificación para la Copa Africana de Naciones de 2017 que finalizó con un resultado de 2-0 a favor del combinado marroquí tras los goles de Aziz Bouhaddouz y Hakim Ziyech. Además disputó cuatro partidos de la Copa Africana de Naciones de 2017 y dos de la clasificación para la Copa Mundial de Fútbol de 2018.

## Clubes
| Club                     | País     | Año       | Partidos | Goles |
| ------------------------ | -------- | --------- | -------- | ----- |
| Lille O. S. C. II        | Francia  | 2016-2017 | 25       | 1     |
| Lille O. S. C.           | Francia  | 2017-2018 | 16       | 0     |
| F. C. Schalke 04         | Alemania | 2018-2019 | 16       | 0     |
| Dijon F. C. O. (cedido)  | Francia  | 2019-2020 | 20       | 1     |
| F. C. Schalke 04         | Alemania | 2020-2021 | 5        | 0     |
| Gaziantep F. K. (cedido) | Turquía  | 2021-2022 | 23       | 1     |
| Oud-Heverlee Leuven      | Bélgica  | 2022-2025 | 71       | 3     |
| Aris Salónica F. C.      | Grecia   | 2025-     | 12       | 1     |